# Szalay Karola
Szalay Karola (eredeti nevén Szalay Karolina Ilona, férjezett nevén Z. Szalay Karola, külföldön Carola [Szalay] Zingarelli) (Budapest, 1911. május 23. – Milánó, 2001. január 2.) balett-táncos, táncpedagógus, művészettörténész. Másfél évtizeden át a budapesti Opera egyik vezető művésze, az Állami Balettintézetnek megalakulásától tanára.

## Élete
Édesapja szobafestő volt. Nyolcévesen került be az Operaház kebelén belül működő balettiskolába, ahol Brada Ede, Jan Ciepliński és Otto Zöbisch növendéke volt.
1926-ban lett operai tag a tánckarban. Első jelentős feladatát az 1928. május 12-én bemutatott, egyébként gyorsan megbukott Az ezüstkulcs c. balettben kapta. 1930-ban nevezték ki magántáncosnak. Míg a vele szinte egyszerre indult Bordy Bella a karakteres, temperamentumos szerepekben tűnt ki, addig Szalay a finom, lírai alakokat formálta meg kiváló technikával és színészi játékkal. Egy prózai szerepet is eljátszott: Ádám Jenő Mária Veronika c. misztériumjátékának főszerepét, amihez Ascher Oszkártól vett beszédórákat. A szépségével is hódító prímabalerina rendkívüli népszerűségnek örvendett a közönség körében.
Operai működése mellett végezte el a Pázmány Péter Tudományegyetem művészettörténet–esztétika szakát (Gerevich Tibor), és 1941-ben A tánc a képzőművészetben c. dolgozatával „summa cum laude” doktorált. Ebben az évben kötötte második házasságát Italo Zingarelli (1891–1979) újságíróval, aki különböző olasz lapok külföldi tudósítója volt (Budapesten 1938-tól). 1941-től 1945-ig Törökországban és Portugáliában éltek, férjét a fasiszta kormány letartóztatta. Szalay hamarosan elvált tőle.
1945 végén visszatért a budapesti Operához egészen 1948-ig. 1949 és ’53 között a Vasas Művészegyüttes tánckarának vezetője volt, amihez meg kellett ismerkednie a néptánccal, ami klasszikus képzésében nem szerepelt. Mindezek mellett V. I. Vajnonen és K. Armasevszkaja tanfolyamán elsajátította a Vaganova-módszert, és 1950-től a frissen felállított Állami Balettintézetben tanított öt éven át. Ismertebb tanítványai Árva Eszter, Bretus Mária, Esztergályos Cecília, Nagy Iván.
1955-ben Olaszországba disszidált, a következő évtől a La Scala tagja balettmesterként, később az intézmény balettiskolájának tanára, igazgatója is egészen 1976-ig.
1988-tól a milánói Piccolo Teatro (Teatro D’Europa) Giorgio Strehler vezette stúdiójában tanított színpadi mozgást és táncot.
Rendszeresen zsűrizett balett- és táncversenyeken, vizsgáztatott az olaszországi balettintézetekben. 1990 után gyakran látogatott szülőhazájába.
Sírja az Új köztemetőben található [22-III-1-21].
Születése centenáriumán emlékülést rendezett az MTA Zenetudományi Intézete, és kamarakiállítást az Országos Széchényi Könyvtár.

## Szerepei
- Ádám Jenő–Harangozó Gyula: Mária Veronika – címszerep
- Arisztophanész: A nők összeesküvése – Karvezető
- Bartók Béla–Jan Ciepliński: A fából faragott királyfi – Királykisasszony
- Bartók Béla–Harangozó Gyula: A csodálatos mandarin – Lány
- Josef Bayer–Jan Ciepliński: A babatündér – címszerep
- Berté Henrik: Három a kislány – [táncbetét]
- Alekszandr Borogyin–Harangozó Gyula: Polovec táncok – Poloveci lány
- François Couperin–Richard Strauss–Brada Ede: Az ezüstkulcs – Hercegnő
- Pjotr Csajkovszkij–Brada Ede: A diótörő – Tea
- Pjotr Csajkovszkij–Szemere Árpád: A diótörő – címszerep
- Claude Debussy–Jan Ciepliński: A játékdoboz – Polichinelle
- Léo Delibes–Jan Ciepliński: Coppélia – Swanilda
- Dohnányi Ernő–Galafrés Elza: Pierette fátyola – Pierette
- Dohnányi Ernő–Galafrés Elza: Szent fáklya – Buza
- Alekszandr Glazunov–Jan Cieplinski: Évszakok – Hó
- Jacobi Viktor–Harangozó Gyula: Táncegyveleg a Sybill c. operettből – Bál után
- Kenessey Jenő–Harangozó Gyula: Csizmás Jankó – Ildikó
- Kodály Zoltán–Milloss Aurél: Kuruc mese – Leány
- Kósa György–Jan Ciepliński: Árva Józsi három csodája – Halkisasszony
- Liszt Ferenc–Brada Ede: Pesti karnevál – Bécsi lány
- Liszt Ferenc–Márkus László–Jan Ciepliński: Magyar ábrándok – Cigánylány
- Liszt Ferenc–Weiner Leó–Turnay Alice: Örök temetés – Leány
- Darius Milhaud–Harangozó Gyula: Francia saláta – Isabella
- Nádor Mihály–Jan Ciepliński: Eissler Fanny – címszerep
- Radnai Miklós–Jan Ciepliński: Az infánsnő születésnapja – Cigánylány
- Nyikolaj Rimszkij-Korszakov–Rudolf Kölling: Seherezádé – címszerep
- Franz Schubert–Dohnányi Ernő–Galafrés Elza: A múzsa csókja – Kis táncosnő
- Richard Strauss–Jan Ciepliński: József-legenda – Szulamit táncosnő
- Takács Jenő−Harangozó Gyula: Nílusi legenda – Cleopatra
- Weiner Leó–Jan Ciepliński: Csongor és Tünde – Tünde

## Filmje
- Gül Baba (1940, magyar)

## Publikációi
- A tánc a képzőművészetben. (Budapest, 1941. May János Nyomdai Rt., Budapesti Királyi Magyar Pázmány Péter Tudományegyetem Művészettörténeti és Keresztényrégészeti Intézetének dolgozatai)
- Megjegyzések a táncbetétekről = Táncművészet 3. évf. (1953) 10. sz.
- Emlékezés Brada Edére = Táncművészet 5. évf. (1955) 6. sz.
- Manuale didattico di danza classica (Milánó, 1979, Nava)
- A Scala 170 éves balettiskolája = Táncművészet 8. [14.] évf. (1983) 7. sz.
- A magyar tánc nyomában

## Díjai, elismerései
- Munka érdemérem
- 1990 – A Magyar Állami Operaház örökös tagja